# Mittelangeln
Mittelangeln è un comune tedesco, sito nel Land dello Schleswig-Holstein.

## Storia
Il comune di Mittelangeln venne creato il 1º marzo 2013 dalla fusione dei comuni di Havetoftloit, Rüde e Satrup.